# Andreï Petrov (compositeur)
Pour les articles homonymes, voir Andreï Petrov.
Andreï Pavlovitch Petrov (russe : Андре́й Па́влович Петро́в, né le 2 septembre 1930 – mort le 15 février 2006) est un compositeur russe et soviétique. Connu pour avoir composé la musique de plusieurs films soviétiques tels Je m'balade dans Moscou, Attention, automobile et Romance de bureau, il a été nommé Artiste du peuple de l'URSS en 1980.

## Biographie
Né à Léningrad, Petrov est le fils d'un médecin militaire et d'une artiste. Éprouvant peu d'intérêt pour la musique, il décide de devenir compositeur après avoir découvert, à l'âge de 14 ans, The Great Waltz (en). Il étudie la composition musicale au conservatoire de Léningrad sous la direction d'Orest Yevlakhov.
L’œuvre de Petrov est variée. Il écrit plusieurs opéras et ballets ainsi que des œuvres symphoniques, de la musique de scène et de films. Son ballet La Création du monde lui vaut une renommée mondiale. Petrov réalise également la musique d'environ 80 films, dont celle de la production américano-soviétique L'Oiseau bleu (1976).
Petrov est membre de l'Union des compositeurs soviétiques dès 1955. De 1964 jusqu'à sa mort, il est à la tête de l'Union des compositeurs de Saint-Pétersbourg. Il était également élu du Congrès des députés du peuple d'Union soviétique sous la politique de la Perestroïka.
Marié à Natalia Yefimovna, musicologue reconnue, le couple a une fille, Olga, qui co-écrira plusieurs de ses œuvres.
Le compositeur meurt d'un infarctus cérébral, alors qu'il se remettait de l'opération d'une hernie à la clinique de l'Académie de la médecine militaire Sergueï Kirov de Saint-Pétersbourg. Il est inhumé au Cimetière Volkovo.

## Distinctions
- 1967 : prix d’État de l'URSS, pour l'ensemble de son œuvre des années 1964—1965
- 1967 : ordre du Drapeau rouge du Travail
- 1976 : prix d’État de l'URSS, pour l'opéra Pierre le Grand du Théâtre Mariinsky
- 1976 : Artiste du peuple de la RSFSR
- 1980 : Artiste du peuple de l'URSS
- 1985 : ordre de Lénine
- 1992 : Nika pour la musique du film Promesse du ciel (Небеса обетованные) d'Eldar Riazanov
- 1995 : prix d'État de la fédération de Russie pour le concerto pour piano et la symphonie Maître et Marguerite
- 1998 : Citoyen d'honneur de Saint-Pétersbourg
- 1998 : Ostap d'or au Festival de l'humour et de la satire de Saint-Pétersbourg.
- 1999 : prix du Président de la fédération de Russie pour les arts et la littérature
- 2000 : Ordre du Mérite pour la Patrie
- 2000 : Nika pour la musique du film Khroustaliov, ma voiture !
- 2003 :  «Prix Tariverdiev pour la meilleure musique» au festival russe Kinotavr
- 2003 : Aigle d'or
- 2005 : ordre du Mérite pour la Patrie